# 강완묵
강완묵(1959년 12월 26일 ~ )은 대한민국의 정치인이다. 제44대 임실군수를 역임했다.

## 역대 선거 결과
|  | 24.06% |

|  | 56.08% |